# Renate Barbaix
Renate Barbaix (17 november 1979) is een Belgische juriste, hoogleraar en advocate. Ze is als hoogleraar verbonden aan de Universiteit Antwerpen.

## Academische loopbaan
Renate Barbaix is licentiaat in de rechten (UIA) en promoveerde in 2007 tot doctor in de rechten met het proefschrift Het contractuele statuut van de schenking. Van 2002 tot 2007 assisteerde ze en in 2008 werd ze benoemd tot professor in het vakgebied van het (familiaal) vermogensrecht.
Ze is als hoogleraar verbonden aan de Universiteit Antwerpen en doceert er de vakken Familiaal vermogensrecht, Inleiding tot het privaatrecht en Grondige studie Familiaal vermogensrecht. In 2024 werd ze vicedecaan onderwijs van de faculteit rechten.
Ze is lid van het Comité voor Studie en Wetgeving van de Koninklijke Federatie voor het Belgisch Notariaat en is redactrice bij Tijdschrift voor Estate Planning, Notarieel Fiscaal Maandblad en Erfenissen, schenkingen en testamenten.

## Publicaties
- Barbaix, R., Weyts, B. en Wuyts, D. (eds.), De groepsverzekering als aanvullend pensioen, Mortsel, Intersentia, 2014, 127 p. – ISBN 9789400004603
- Barbaix, R. en Du Mongh, J., Actualia vereffening en verdeling, Mortsel, Intersentia, 2017, 58 p. – ISBN 9789400008458
- Barbaix, R., Het nieuwe erfrecht 2017, Mortsel, Intersentia, 2017, 373 p. – ISBN 9789400008847
- Barbaix, R. en Du Mongh, J., Actualia vermogensrecht, Mortsel, Intersentia, 2018, 80 p. – ISBN 9789400009615
- Barbaix, R., Handboek familiaal vermogensrecht, Mortsel, Intersentia, 2018, 1026 p. – ISBN 9789400009868
- Barbaix, R. en Du Mongh, J., Actualia huwelijksvermogensrecht 2019, Mortsel, Intersentia, 2019, 43 p. – ISBN 9789400010918
- Barbaix, R. en Carette, N. (eds.), Tendensen vermogensrecht 2021, Mortsel, Intersentia, 2022, 230 p. – ISBN 9789400013780
- Barbaix, R., Familiaal vermogensrecht in essentie, Mortsel, Intersentia, 2022, 436 p. – ISBN 9789400014930
- Barbaix, R. en Carette, N., Privaat (vermogens)recht, Mortsel, Intersentia, 2023, 220 p. – ISBN 9789400011502

In de Externe links van dit artikel is een link naar een meer uitgebreide lijst van publicaties te vinden.